# Франкфуртська школа

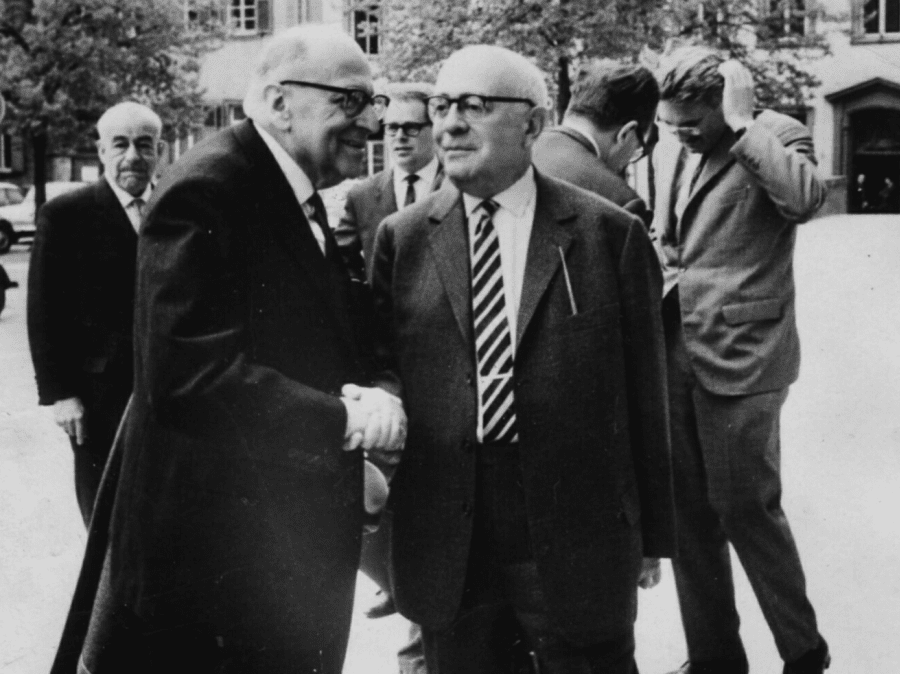
Макс Горкгаймер (зліва), Теодор Адорно (справа) та Юрген Габермас (справа на задньому плані) в Гайдельберзі, 1965 р.

Франкфуртська школа (нім. Frankfurter Schule) — школа соціальної теорії та критичної філософії, що виникла у 1929 році і пов'язана з Інститутом соціальних досліджень у Франкфурті-на-Майні. Франкфуртська школа об'єднувала інтелектуалів, академіків і політичних дисидентів, незадоволених соціально-економічними системами 1930-х (капіталізмом, фашизмом, комунізмом). Теоретики школи вважали, що соціальна теорія неадекватно пояснює бурхливий політичний фракціонізм і реакціоністську політику, що відбувалися у 20 столітті в капіталістичних суспільствах. Критики капіталізму та марксизму-ленінізму як негнучких систем суспільної організації.
Основні представники: Теодор Адорно, Макс Горкгаймер, Герберт Маркузе, Еріх Фромм, Вальтер Беньямін, Лео Левенталь, Франц Леопольд Нейман, Фрідріх Поллок, з «другого покоління» — Юрген Габермас, Оскар Негт. Термін «франкфуртська школа» є збірною назвою, вживаною до мислителів, пов'язаних з Інститутом соціальних досліджень у Франкфурті-на-Майні, самі представники критичної теорії ніколи не об'єднували себе під таким найменуванням.

## Передісторія
Франкфуртська школа виникла на базі Інституту соціальних досліджень при Університеті Франкфурту-на-Майні. Хоча відлік її існування заведено вести з 1930 року, коли інститут очолив Макс Горкгаймер, але марксистські дослідження велися в Інституті з моменту його заснування в 1923. Перший його директор, історик і правознавець австромарксистської школи Карл Грюнберг, привернув до роботи в Інституті цілу низку талановитих молодих інтелектуалів з комуністичними й соціал-демократичними переконаннями, заснував перший вагомий журнал з історії робітничого руху в Європі і налагодив тісні зв'язки з Інститутом Маркса-Енгельса в Москві. Вже до 1930 року у франкфуртському інституті були закладені основи майбутніх напрямів роботи, а його журнал включав новітні статті Карла Корша, Дьйордя Лукача, Генрика Гроссмана і Давида Рязанова.

## Теорія культурного марксизму
Франкфуртська школа займає центральне місце в теорії культурного марксизму, що з'явилася наприкінці 1990-х років і популярна серед американських консерваторів та релігійних мислителів. Її прихильники розглядають Франкфуртську школу як частину ширшого руху, спрямованого на завоювання та знищення Західної цивілізації, використовуючи контркультуру 60-х, прогресивізм, мультикультуралізм, політичну коректність та інші методи.

## Основні праці
- Беньямін В. Мистецька робота в епоху механічного відтворення (нім. Das Kunstwerk im Zeitalter seiner technischen Reproduzierbarkeit, 1936)
- Фромм Е. Втеча від свободи (англ. Escape from Freedom, 1941)
- Маркузе Г. Розум і революція. Геґель і виникнення соціальної теорії (англ. Reason and Revolution: Hegel and the Rise of Social Theory, 1941)
- Горкгаймер М., Адорно Т. Діалектика Просвітництва (нім. Dialektik der Aufklärung, 1947)
- Горкгаймер М. Затьмарення розуму (англ. Eclipse of Reason, 1947)
- Адорно Т. Minima Moralia (нім. Minima Moralia: Reflexionen aus dem beschädigten Leben, 1951)
- Маркузе Г. Ерос і цивілізація (англ. Eros and Civilization, 1955)
- Габермас Ю. Структурні перетворення у сфері відкритості (нім. Strukturwandel der Öffentlichkeit, 1962)
- Маркузе Г. Одновимірна людина (англ. One-Dimensional Man, 1964)
- Адорно Т. Негативна діалектика (нім. Negative Dialektik, 1966)
- Габермас Ю. Теорія комунікативної дії (нім. Theorie des kommunikativen Handelns, 1981)